# Edizioni Madella
Edizioni Madella è stata una casa editrice italiana di libri popolari di inizio Novecento.
È nata a Sesto San Giovanni che già aveva una importante componente operaia, ma rispetto agli standard dell'epoca presentava una buona propensione alla lettura.  I prezzi erano molto bassi e non superavano le due lire. I libretti d'opera costavano 50 centesimi, la metà di quelli di Ricordi. Nel catalogo vi erano le opere di De Amicis, D'Annunzio, Deledda, Verga, Matilde Serao. L'attività venne poi rilevata dalle Edizioni Barion.
Nel 1927, ancora con il marchio viene pubblicata la fortunata serie dei libri incentrata sul personaggio del Signor Bonaventura:
- Qui comincia la sventura del signor Bonaventura, che era raccolta dei testi e dei disegni di Sergio Tofano, firmati con lo pseudonimo Sto.

## Libretti

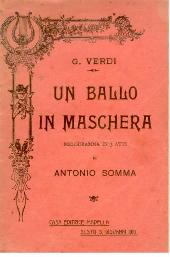
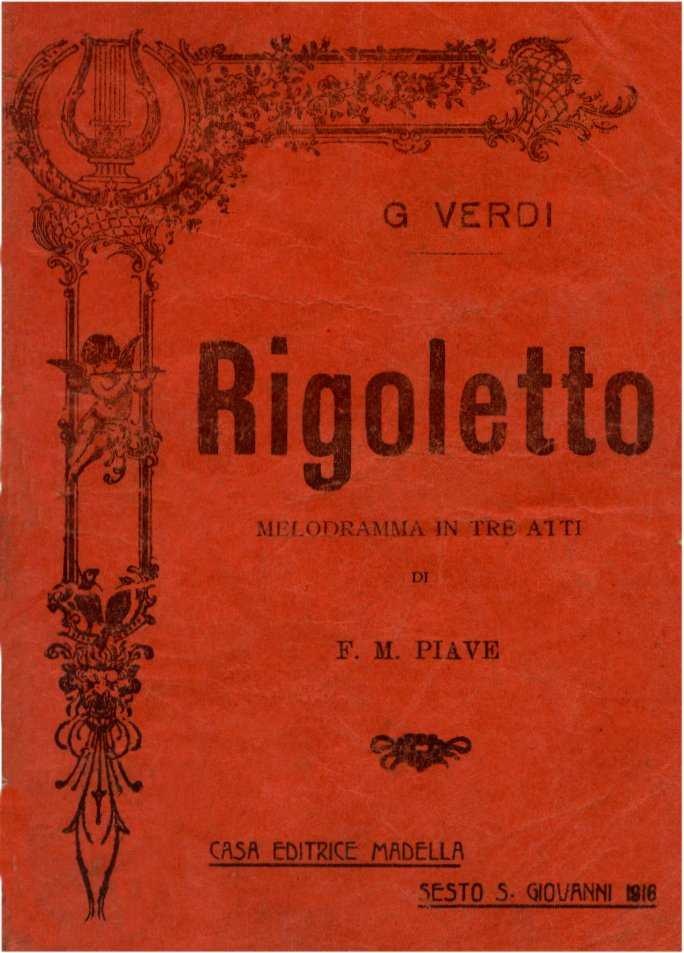
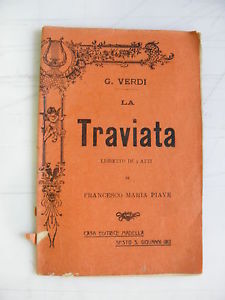
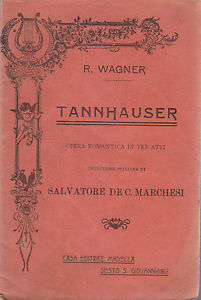
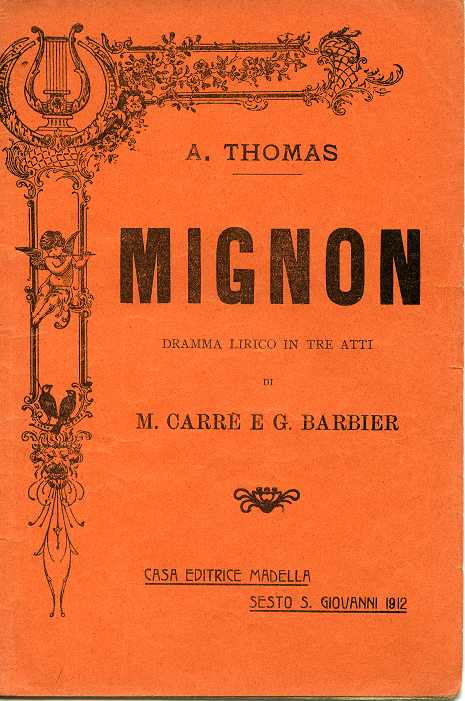
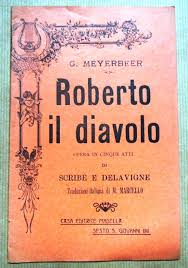
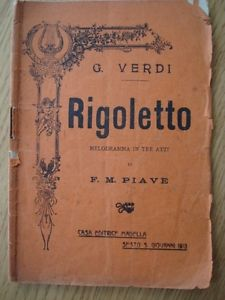
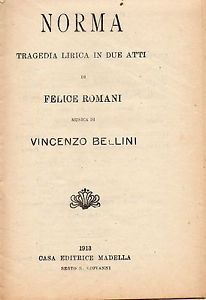
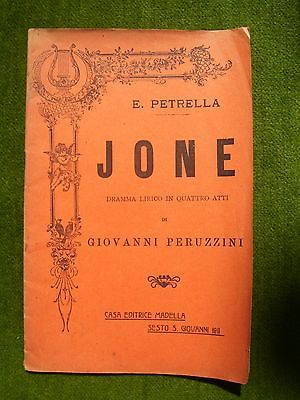
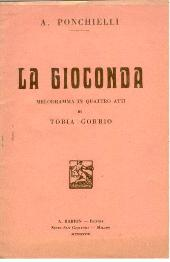
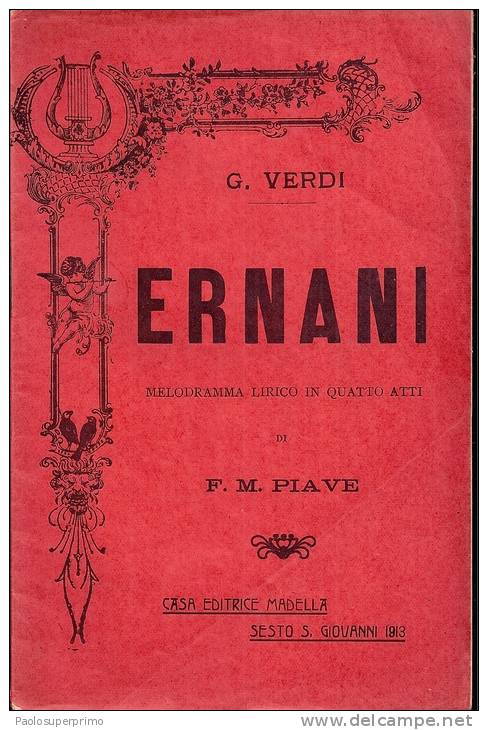
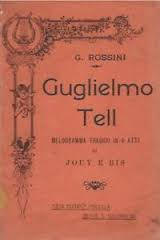

## Libri

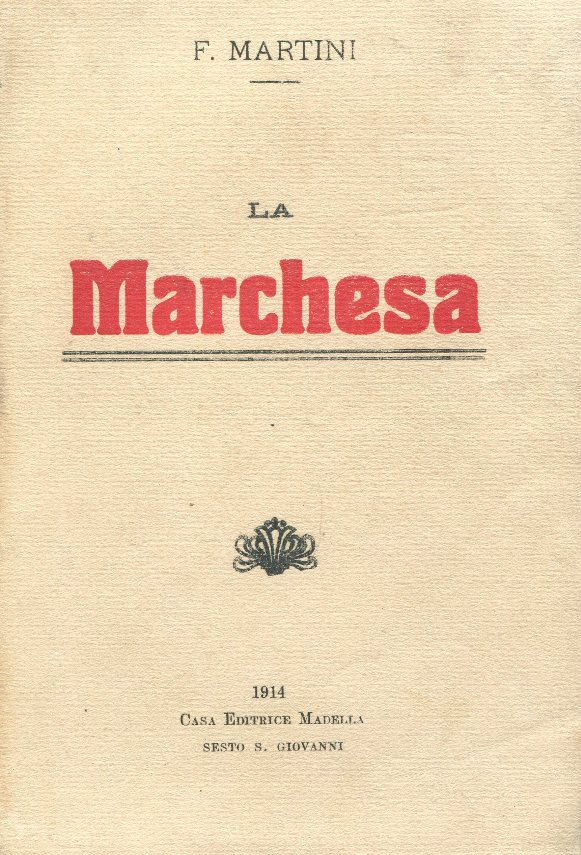
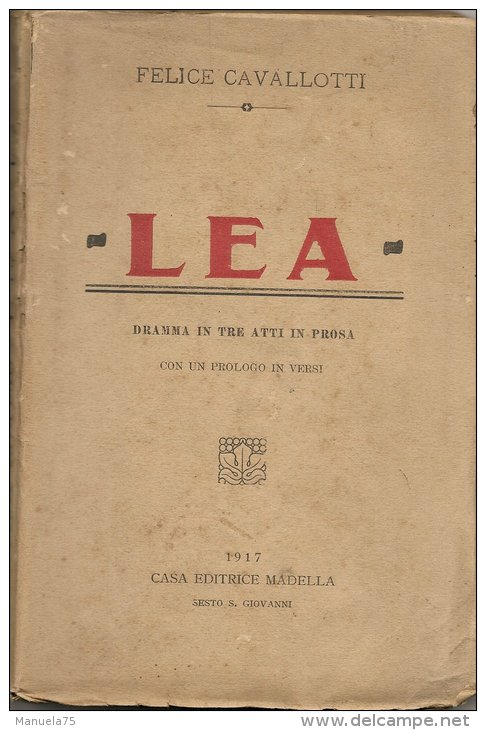
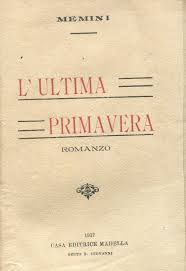
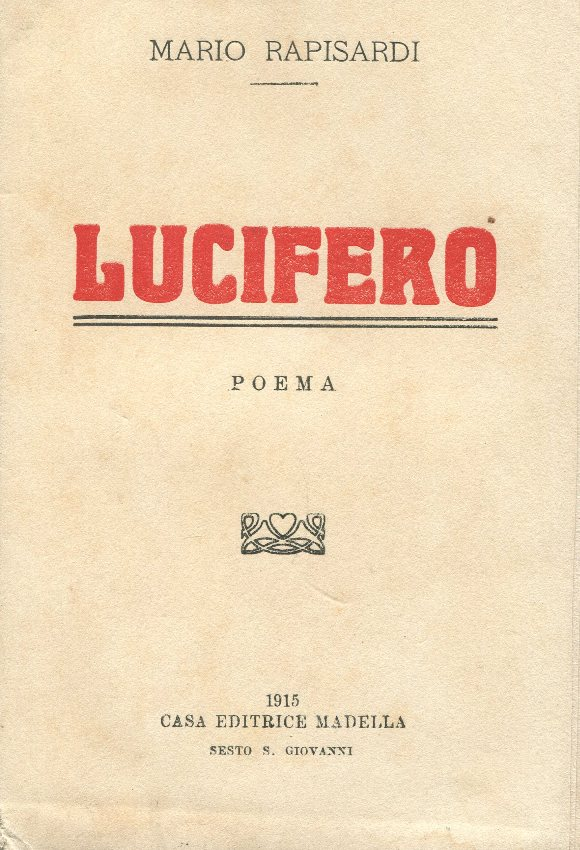
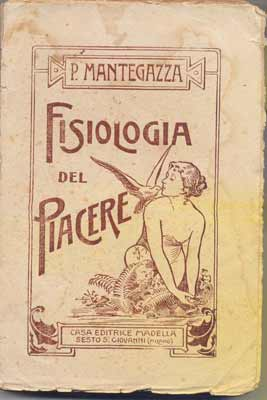
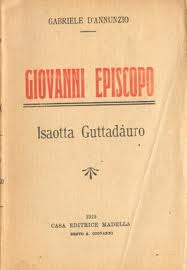
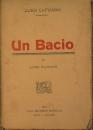
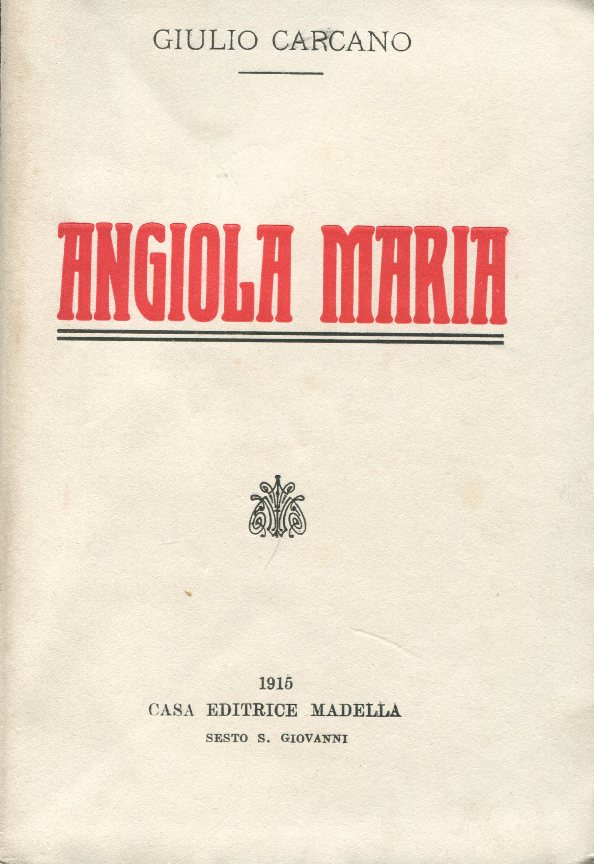
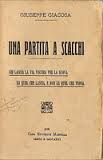
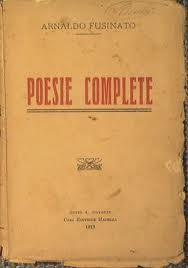
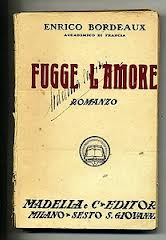
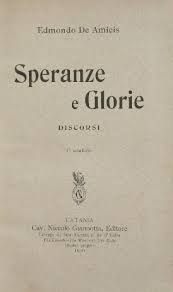
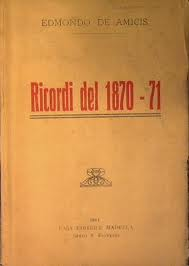
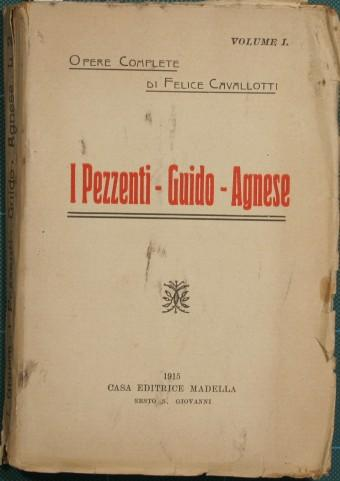
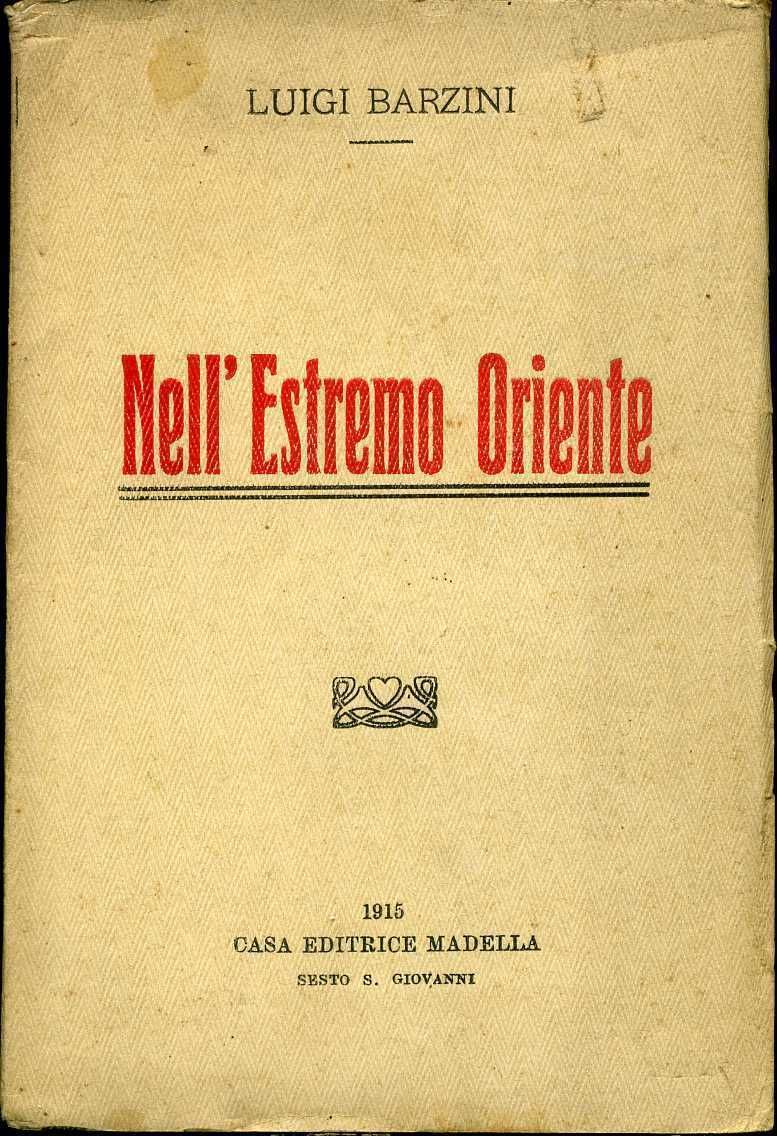
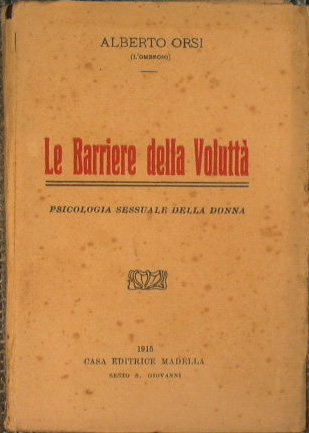
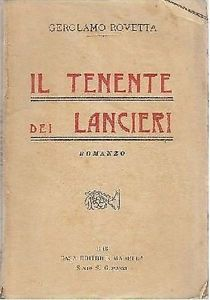
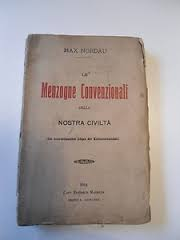
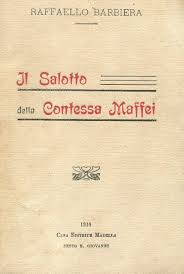
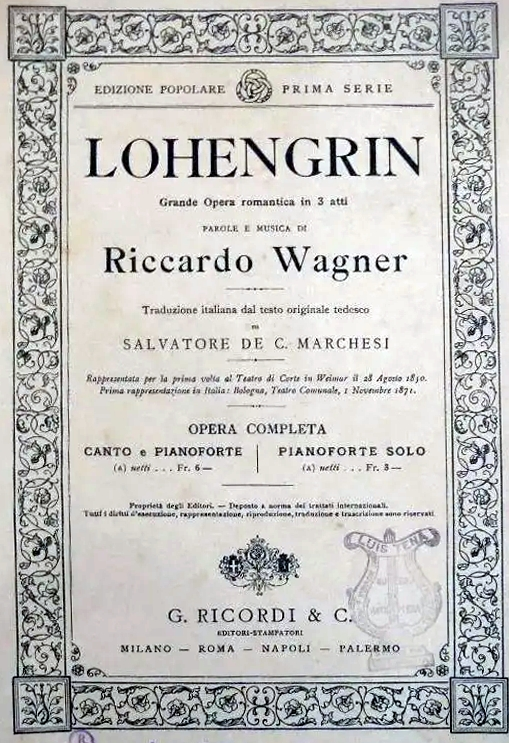
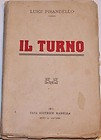